# Бальзамо (древесина)
Бальзамо (Balsamo) — экзотическая порода древесины, получаемая от деревьев рода Мироксилон (Myroxylon), обычно вида Мироксилон бальзамический (Myroxylon balsamum) семейства Бобовые (Fabaceae).

## Другие названия
Сантос Махагон, Кабриува (Кабреува), Инсиенсо.
В иностранных языках: нем. Balsamo, англ. Balsamo sandalo

## Регион произрастания
Центральная и Южная Америка, преимущественно Бразилия, Мексика, Аргентина, Эквадор.

## Характеристика древесины
Цвет: все оттенки красновато-коричневого с более тёмными нерегулярными продольными полосами. На свежем срезе имеет характерный запах ванили. Древесина Бальзамо обильно пропитана маслами и за счёт их высокого содержания устойчива к воздействию влаги.
Древесина тяжёлая, плотная — порядка 900 кг/м3. Она относительно трудна в механической обработке, но хорошо шлифуется и полируется. Отшлифованная древесина очень декоративна.

## Использование
Бальзамо используется при изготовлении массивной мебели, полов, в судостроении, транспортном строительстве, в том числе и при эксплуатации вне помещений. Древесина является весьма редкой и поставляется на европейский рынок в крайне ограниченном количестве.
Эссенция из масел бальзамо — толутанский бальзам используется в производстве парфюмерной продукции и в фармакологии.